# Kenny Romero
Kenny Anthony Romero Alvarado (Barquisimeto, 3 giugno 1995) è un calciatore venezuelano, centrocampista svincolato.

## Carriera

### Club
Ha debuttato fra i professionisti con il Deportivo Lara il 2 febbraio 2013, disputando l'incontro di Primera División vinto 2-3 contro l'Aragua.
Il 1º febbraio 2021 è stato acquistato a titolo definitivo dalla squadra maltese del Mosta.

### Nazionale
Con l'Under-20 ha preso parte al Sudamericano di categoria nel 2015.

## Palmarès

### Club

#### Competizioni nazionali
- Copa Venezuela: 2

Zulia: 2016, 2018